# Taipei Arena
Ne doit pas être confondu avec Taipei Dome.
La Taipei Arena (en chinois traditionnel : 臺北小巨蛋 ; pinyin : Táibei Xiao Jùdàn) est une salle multifonction située dans le district de Songshan de Taipei, à Taïwan. Ouverte en 2005, elle est alors le premier complexe multifonction international du pays.

## Historique
Vers la fin de l'année 2000, la municipalité de la ville de Taipei décide de construire un stade multifonctions de 15 000 places sur le site du stade municipal de baseball de Taipei. La construction débute ainsi le 12 novembre 2001, et s'achève le 27 juillet 2005. Le complexe ouvre officiellement le 1er décembre 2005 sous le nom de Taipei Arena. Il est ainsi le premier complexe multifonction d'envergure internationale construit à Taïwan,. Il est surnommé le Mini-Big Egg (chinois traditionnel : 小巨蛋).
L'édifice est dessiné par l'agence d'architecture taïwanaise Archasia Design Group (depuis intégrée au sein de Populous),,.

## Architecture et emploi

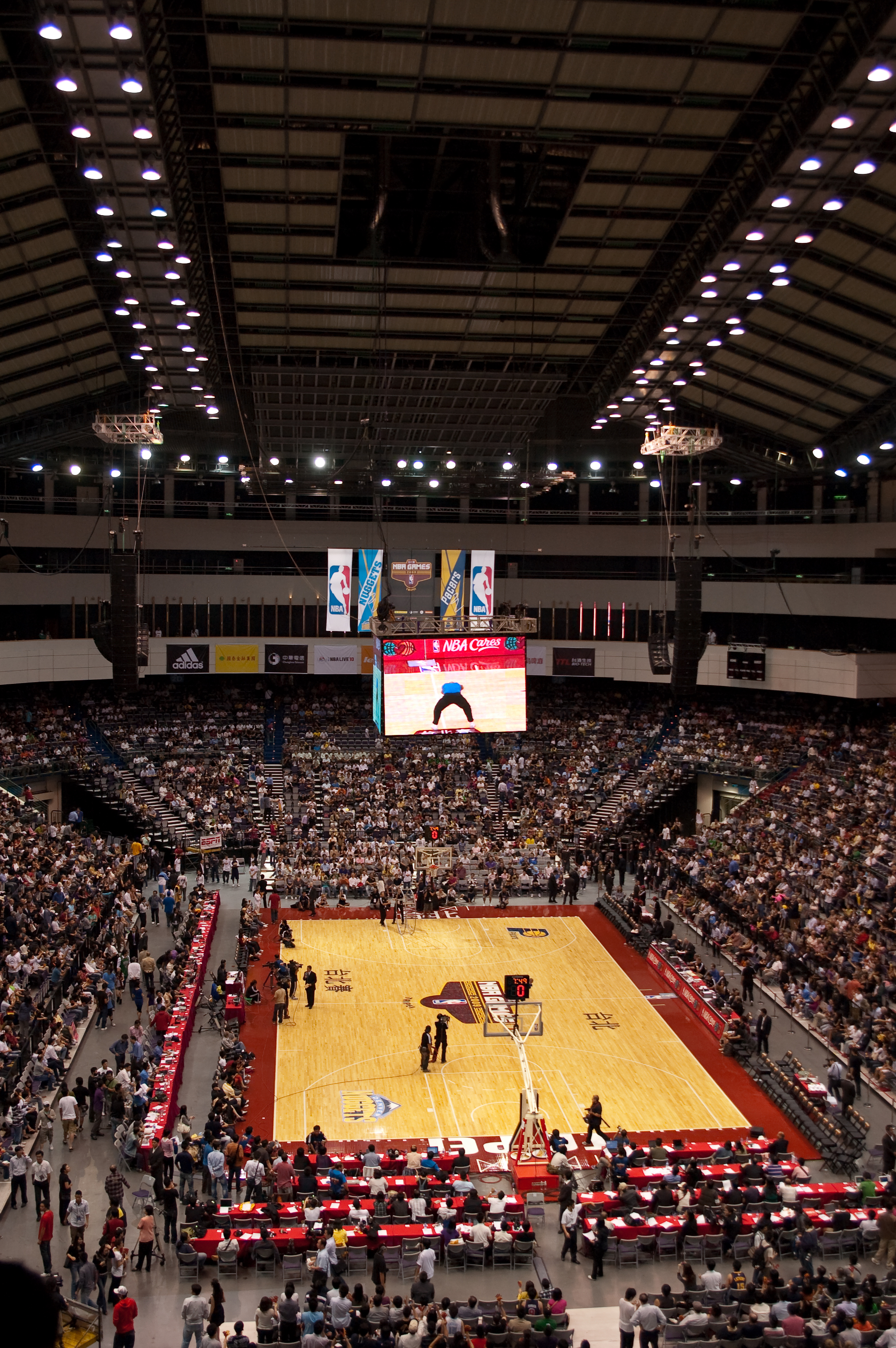
Match de pré-saison de NBA disputée entre les Pacers de l'Indiana et les Nuggets de Denver, en 2009.

Le bâtiment est divisé entre la salle principale et une arène secondaire.
La salle principale comprend deux niveaux souterrains et couvre une surface d'environ 90 900 m2. Son terrain s'étend sur une surface de 76 m de long pour 41,5 m de large, pouvant être réduite à 60 m sur 29,5 m lorsque les extensions de tribunes sont avancées. Elle peut accueillir environ 15 000 spectateurs dans la meilleure des configurations, c'est-à-dire pour accueillir entre autres des rencontres de basket-ball et de tennis ; la salle peut également abriter des concerts ou des événements sur scène, et accueillir selon les trois configurations possibles 13 000, 11 000 ou 9 000 spectateurs.
L'arène secondaire, aussi appelée Ice Land, est quant à elle une patinoire de hockey sur glace tout au long de l'année. Bordée par des tribunes d'une capacité totale de 800 places, et s’étendant sur une surface de 61 m de long pour 30 m de large, elle est le seul équipement sportif taïwanais répondant aux standards internationaux des patinoires.
La Ice Land est la salle d'accueil du championnat de Taipei chinois de hockey sur glace, ligue semi-professionnelle de hockey sur glace.

## Événements
- Les championnats des quatre continents de patinage artistique pour les éditions 2011, 2014, 2016 et 2018.
- Concert de Madonna, dans le cadre du Rebel Heart Tour, les 4 et 6 février 2016.
- Les championnats du monde juniors de patinage artistique pour les éditions 2017 et 2024.